# Měrovice nad Hanou
Měrovice nad Hanou är en ort i Tjeckien.   Den ligger i regionen Olomouc, i den östra delen av landet, 220 km öster om huvudstaden Prag. Měrovice nad Hanou ligger 202 meter över havet och antalet invånare är 694.
Terrängen runt Měrovice nad Hanou är platt. Runt Měrovice nad Hanou är det ganska tätbefolkat, med 70 invånare per kvadratkilometer. Närmaste större samhälle är Prostějov, 17,4 km nordväst om Měrovice nad Hanou. Trakten runt Měrovice nad Hanou består till största delen av jordbruksmark.